# Барбіон золотогузий
Барбіон золотогузий (Pogoniulus bilineatus) — вид дятлоподібних птахів родини лібійних (Lybiidae).

## Поширення
Вид поширений в тропічній Африці. Мешкає у низовинних і гірських лісах на висотах до 1800 м над рівнем моря.

## Підвиди
- Pogoniulus bilineatus bilineatus (Sundevall, 1850) — від південно-східної Танзанії до східної Південно-Африканської Республіки;
- Pogoniulus bilineatus fischeri (Reichenow, 1880) — узбережжя Кенії та північно-східна Танзанія;
- Pogoniulus bilineatus jacksoni (Sharpe, 1897) — від центральної Кенії та східної Уганди до Руанди, Бурунді та північно-західної Танзанії;
- Pogoniulus bilineatus leucolaimus (J. Verreaux & E. Verreaux, 1851) — поширений від Сенегалу та Гамбії до Південного Судану, Уганди, південної частини ДР Конго та північної Анголи;
- Pogoniulus bilineatus mfumbiri (Ogilvie-Grant, 1907) — від південно-західної Уганди та східної ДР Конго до західної Танзанії та Замбії;
- Pogoniulus bilineatus poensis (Alexander, 1908) — острів Біоко.